# Corredor de Biodiversidade do Rio Paraná
Em ecologia, uma paisagem é composta por manchas de habitat, uma matriz que permeia esta mancha e corredores, que sentido estrito, são elementos lineares, homogêneos (numa determinada escala), que ligam duas manchas de habitat conectando-as. O Corredor de Biodiversidade do Rio Paraná por sua vez extrapola a dimensão ecológica e considera a dimensão socioambiental, e foi concebido para ser uma unidade de planejamento territorial, sem impor restrições sobre uso do solo e dos recursos naturais.  aponta áreas prioritárias para a criação de corredores ecológicos, como o Corredor Ecológico Santa Maria por exemplo, os quais de fato conectarão habitats naturais conforme o conceito acadêmico, por meio da restauração florestal.
O Corredor de Biodiversidade está inserido na bacia hidrográfica do rio Paraná e possui uma área de 8.514.663 hectares, distribuídos em 297 municípios de 7 estados brasileiros (RS, SC, PR, SP, MS, GO e MG), cuja população aproximada é de 4 milhões de habitantes, sendo margeada pela região de fronteira internacional com dois países, Argentina e Paraguai. Está localizado no domínio do bioma Mata Atlântica, composto pela Floresta Estacional Semidecidual e áreas de ecótono com a Floresta Estacional Decidual, a Floresta Ombrófila Mista e o Cerrado brasileiro.
Em seu interior estão as unidades de conservação Estação Ecológica do Mico-Leão-Preto, Estação Ecológica Veredas de Tauqrussu, Parque Nacional de Ilha Grande, Parque Nacional do Iguaçu, Reserva Biológica da Perobas, Área de Proteção Ambiental Ilhas e Várzeas do Rio Paraná, Parque Estadual da Cabeça do Cachorro, Estação Ecológica do Caiuá, Parque Estadual das Várzeas do Rio Ivinhema, Parque Estadual de Amaporã, Parque Estadual do Aguapeí, Parque Estadual do Morro do Diabo, Parque Estadual do Rio do Peixe, Parque Estadual do Turvo, Parque Estadual Rio Guarani, Reserva Biológica de Andradina, Parque Estadual São Camilo, Reserva Estadual Lagoa de São Paulo, Parque Estadual de Ibicatu, Parque Natural Municipal de Naviraí, Parque Natural Municipal do Córrego do Cumandaí, Área de Proteção Ambiental Municipal de Altônia, Área de Proteção Ambiental do Município de Guaíra, Área de Proteção Ambiental Municipal de São Jorge do Patrocínio, Área de Proteção Ambiental do Arquipélago de Ilha Grande Área, Área de Proteção Ambiental Municipal Ciudad Real Del Guairá, Área de Proteção Ambiental de Icaraíma, RPPN Cabeceira do Mimoso, RPPN Cisalpina, RPPN Fazenda Açu, RPPN Fazenda Santa Maria, RPPN Foz do Rio Aguapeí e RPPN Ernesto Vargas Batista.

## A Rede Gestora do Corredor
A Rede Gestora do Corredor de Biodiversidade do Rio Paraná é formada por instituições de diferentes setores da sociedade com histórico de atuação na região e foi criada em 2010 no escopo do Projeto PDA/MMA, posteriormente impulsionada pelo Projeto Funbio/TFCA. Ela contribui com a execução das ações inseridas no Plano de Gestão Bioregional (PGB) do corredor por meio da mobilização do seu arranjo institucional. As instituições se apropriam das ações previstas no planejamento e as executam de forma compartilhada potencializando suas ações institucionais, agregando valor e dando escala à sua ação.
A Rede se reúne com regularidade em seminários e reuniões periódicas.